# Маколкін Анна
Маколкін Анна (Makolkin Anna; 3 грудня 1943, м. Калінін, нині Твер, РФ) — канадський літературознавець, історик та культуролог.

Учениця Жака Дерріди та Нортропа Фрая.
Закінчила факультет романо-германської філології Одеського університету (1961—1966).
- 1967—1972 — асистентка кафедри іноземних мов;
- 1983–87 — докторант кафедри порівняльної літератури Торонтського університету.

А. Маколкін є автором численних міждисциплінарних публікацій, починаючи від аналізу міфу про Діоніса, біографій Байрона, Гладстона та Пушкіна, історії права, міського семіозу — до аналізу Арістотеля, Епіктета, Фрейда, К'єркегора, Плотіна та Джамбаттісти Віко. Серед її книг — «Семіотика мізогінії через гумор Чехова та Моема» (The Edwin Mellen Press, 1992), «Генеалогія нашого сучасного морального безладу» («Едвін Меллен Прес», 2000).